# Dufourea gilia
Dufourea gilia är en biart som beskrevs av Richard Mitchell Bohart 1947. Dufourea gilia ingår i släktet solbin, och familjen vägbin. Inga underarter finns listade i Catalogue of Life.